# Hertha Berliner Sport-Club
El Hertha BSC, de nom complet Hertha Berliner Sport-Club e. V., és un club de futbol alemany de la ciutat de Berlín.

## Història
El club es va fundar el 25 de juliol de 1892 pels germans Fritz, Max i Willi Lorenz. Inicialment rebé el nom de BFC Hertha 92. L'any 1901 es convertí en membre de la VDF, l'Associació Alemanya de Clubs de Futbol. Disputa els seus partits a l'Estadi Olímpic de Berlín, construït l'any 1936.

## Palmarès

### Torneigs nacionals
- Lliga alemanya de futbol (2): 1930, 1931.
- 2. Bundesliga (3): 1990, 2011, 2013.
- Copa de la Lliga Alemanya (2): 2001, 2002.

### Torneigs internacionals
- Copa Intertoto de la UEFA (1): 2006 (compartit)

### Torneigs regionals
- Oberliga Berlín (3): 1956–57, 1960–61, 1962–63.
- Oberliga Berlín-Brandenburg (12): 1906, 1915, 1917, 1918, 1925, 1926, 1927, 1928, 1929, 1930, 1931, 1933.
- Gauliga Berlín-Brandenburg (3): 1935, 1937, 1944.
- Copa de Berlín (13): 1920, 1924, 1928, 1929, 1943, 1958, 1959, 1966, 1967, 1976, 1987, 1992, 2004.

## Rànquing de la UEFA
Rànquing de clubs actual
- 72  FC København
- 73  Deportivo La Coruña
- 74  Lazio Roma
- 75  Lokomotiv Moscow
- 76  Hertha BSC
- 77  Sparta Praha
- 78  Celta de Vigo

## Jugadors

### Plantilla 2024-25
A 3 febrer 2025 
| N. | Pos. | Nac. | Jugador                |
| -- | ---- | --- | ---------------------- |
| 1  | POR  | [[Fitxer:Flag of Germany.svg\|23x15px\|border \|alt=Alemanya\|link=Selecció de futbol d'Alemanya\|{{#if:\|]]                                         | Tjark Ernst            |
| 5  | MIG  | [[Fitxer:Flag of Greece.svg\|23x15px\|border \|alt=Grècia\|link=Selecció de futbol de Grècia\|{{#if:\|]]                                             | Andreas Bouchalakis    |
| 6  | MIG  | [[Fitxer:Flag of Germany.svg\|23x15px\|border \|alt=Alemanya\|link=Selecció de futbol d'Alemanya\|{{#if:\|]]                                         | Diego Demme            |
| 7  | DAV  | [[Fitxer:Flag of Germany.svg\|23x15px\|border \|alt=Alemanya\|link=Selecció de futbol d'Alemanya\|{{#if:\|]]                                         | Florian Niederlechner  |
| 8  | MIG  | [[Fitxer:Flag of Germany.svg\|23x15px\|border \|alt=Alemanya\|link=Selecció de futbol d'Alemanya\|{{#if:\|]]                                         | Kevin Sessa            |
| 9  | DAV  | [[Fitxer:Flag of Bosnia and Herzegovina.svg\|23x15px\|border \|alt=Bòsnia i Hercegovina\|link=Selecció de futbol de Bòsnia i Hercegovina\|{{#if:\|]] | Smail Prevljak         |
| 10 | MIG  | [[Fitxer:Flag of Algeria.svg\|23x15px\|border \|alt=Algèria\|link=Selecció de futbol d'Algèria\|{{#if:\|]]                                           | Ibrahim Maza           |
| 11 | MIG  | [[Fitxer:Flag of Germany.svg\|23x15px\|border \|alt=Alemanya\|link=Selecció de futbol d'Alemanya\|{{#if:\|]]                                         | Fabian Reese           |
| 14 | MIG  | [[Fitxer:Flag of Sweden.svg\|23x15px\|border \|alt=Suècia\|link=Selecció de futbol de Suècia\|{{#if:\|]]                                             | Bilal Hussein          |
| 16 | DEF  | [[Fitxer:Flag of England.svg\|23x15px\|border \|alt=Anglaterra\|link=Selecció de futbol d'Anglaterra\|{{#if:\|]]                                     | Jonjoe Kenny           |
| 18 | DAV  | [[Fitxer:Flag of Germany.svg\|23x15px\|border \|alt=Alemanya\|link=Selecció de futbol d'Alemanya\|{{#if:\|]]                                         | Luca Schuler           |
| 19 | MIG  | [[Fitxer:Flag of Tunisia.svg\|23x15px\|border \|alt=Tunísia\|link=Selecció de futbol de Tunísia\|{{#if:\|]]                                          | Jeremy Dudziak         |
| 20 | DAV  | [[Fitxer:Flag of Hungary.svg\|23x15px\|border \|alt=Hongria\|link=Selecció de futbol d'Hongria\|{{#if:\|]]                                           | Palkó Dárdai           |
| 22 | DAV  | [[Fitxer:Flag of Germany.svg\|23x15px\|border \|alt=Alemanya\|link=Selecció de futbol d'Alemanya\|{{#if:\|]]                                         | Marten Winkler         |
| 24 | DAV  | [[Fitxer:Flag of Iceland.svg\|23x15px\|border \|alt=Islàndia\|link=Selecció de futbol d'Islàndia\|{{#if:\|]]                                         | Jón Dagur Þorsteinsson |

| N. | Pos. | Nac. | Jugador                |
| -- | ---- | --- | ---------------------- |
| 25 | DEF  | [[Fitxer:Flag of the United States.svg\|23x15px\|border \|alt=Estats Units d'Amèrica\|link=Selecció de futbol dels Estats Units\|{{#if:\|]] | John Brooks            |
| 27 | MIG  | [[Fitxer:Flag of France (1794–1815, 1830–1974).svg\|23x15px\|border \|alt=França\|link=Selecció de futbol de França\|{{#if:\|]]             | Michaël Cuisance       |
| 31 | DEF  | [[Fitxer:Flag of Hungary.svg\|23x15px\|border \|alt=Hongria\|link=Selecció de futbol d'Hongria\|{{#if:\|]]                                  | Márton Dárdai          |
| 33 | DEF  | [[Fitxer:Flag of Poland.svg\|23x15px\|border \|alt=Polònia\|link=Selecció de futbol de Polònia\|{{#if:\|]]                                  | Michał Karbownik       |
| 35 | POR  | [[Fitxer:Flag of Germany.svg\|23x15px\|border \|alt=Alemanya\|link=Selecció de futbol d'Alemanya\|{{#if:\|]]                                | Marius Gersbeck        |
| 37 | DEF  | [[Fitxer:Flag of Germany.svg\|23x15px\|border \|alt=Alemanya\|link=Selecció de futbol d'Alemanya\|{{#if:\|]]                                | Toni Leistner (capità) |
| 39 | DAV  | [[Fitxer:Flag of Germany.svg\|23x15px\|border \|alt=Alemanya\|link=Selecció de futbol d'Alemanya\|{{#if:\|]]                                | Derry Scherhant        |
| 40 | DAV  | [[Fitxer:Flag of Germany.svg\|23x15px\|border \|alt=Alemanya\|link=Selecció de futbol d'Alemanya\|{{#if:\|]]                                | Oliver Rölke           |
| 41 | DEF  | [[Fitxer:Flag of Germany.svg\|23x15px\|border \|alt=Alemanya\|link=Selecció de futbol d'Alemanya\|{{#if:\|]]                                | Pascal Klemens         |
| 42 | DEF  | [[Fitxer:Flag of the Netherlands.svg\|23x15px\|border \|alt=Països Baixos\|link=Selecció de futbol dels Països Baixos\|{{#if:\|]]           | Deyovaisio Zeefuik     |
| 43 | POR  | [[Fitxer:Flag of Germany.svg\|23x15px\|border \|alt=Alemanya\|link=Selecció de futbol d'Alemanya\|{{#if:\|]]                                | Tim Goller             |
| 44 | DEF  | [[Fitxer:Flag of Germany.svg\|23x15px\|border \|alt=Alemanya\|link=Selecció de futbol d'Alemanya\|{{#if:\|]]                                | Linus Gechter          |
| 45 | DEF  | [[Fitxer:Flag of Germany.svg\|23x15px\|border \|alt=Alemanya\|link=Selecció de futbol d'Alemanya\|{{#if:\|]]                                | Sebastian Weiland      |
| 47 | MIG  | [[Fitxer:Flag of Egypt.svg\|23x15px\|border \|alt=Egipte\|link=Selecció de futbol d'Egipte\|{{#if:\|]]                                      | Selim Telib            |